# Mémoire traumatique refoulée
La théorie de la mémoire traumatique refoulée  (ou théorie du souvenir traumatique refoulé) est, selon Elizabeth Loftus, une affirmation très controversée et largement discréditée scientifiquement, selon laquelle les souvenirs d'événements traumatisants peuvent être stockés dans l'inconscient et bloqués par la mémoire consciente. Selon Sigmund Freud, le traumatisme entraîne des effets psychiques profonds — quand bien même l'individu le refoulerait et ne souviendrait donc pas ou partiellement — qui s'expliquent par une persistance du traumatisme dans l'inconscient[réf. souhaitée].
D'après Loftus, pour les profanes et les psychologues cliniciens, les souvenirs traumatiques et refoulés existent, ce qui est contesté par des psychologues et des chercheurs qui étudient la mémoire,,,,,. Certains psychologues avancent qu'une psychothérapie peut aider les souvenirs refoulés à ressurgir, bien qu'ils réapparaissent parfois spontanément, des années voire des décennies après l'événement, déclenchés par un mot, une odeur, un goût ou un autre identifiant particulier lié à ce souvenir perdu. Des experts en psychologie de la mémoire soutiennent que, plutôt que de favoriser la récupération d'un vrai souvenir refoulé, la psychothérapie est plus susceptible de contribuer à la création de faux souvenirs,,. Selon l'Association américaine de psychologie, les spécialistes de la mémoire et les cliniciens sont d'accord pour dire que tant les souvenirs qui disparaissent puis réapparaissent que les souvenirs suggérés ont une réalité, et que des recherches sont encore nécessaires car la différence entre les souvenirs traumatiques et non-traumatiques est difficile à faire. Les cliniciens qui constatent l'existence des souvenirs inaccessibles, pour les enfants en particulier, expliquent cela par un état de dissociation et une protection contre le traumatisme.
En partie à cause des controverses intenses qui ont surgi autour des concepts de souvenirs refoulés et récupérés, de nombreux psychologues cliniciens ont cessé d'utiliser ces termes et ont plutôt adopté le terme d'amnésie dissociative pour désigner les processus par lesquels les souvenirs d'événements traumatisants deviennent inaccessibles,. Le terme d'« amnésie dissociative » peut être trouvé dans le DSM-5, où il est défini comme une « incapacité à se rappeler des informations autobiographiques. Cette amnésie peut être localisée (concerner un événement ou une période de temps), sélective (concerner un aspect spécifique d'un événement) ou généralisée (concerner l'identité et l'histoire de sa propre vie). Le changement de terminologie n'a cependant pas rendu la croyance au phénomène moins problématique selon les experts du domaine de la mémoire,. Comme l'a écrit le Dr Richard J. McNally, professeur et directeur de la formation clinique au département de psychologie de l'Université Harvard : « La notion selon laquelle les événements traumatisants peuvent être refoulés et récupérés plus tard est la partie la plus pernicieuse du folklore qui ait jamais infecté la psychologie et psychiatrie. Il a fourni la base théorique de la « thérapie de la mémoire récupérée » – la pire catastrophe qui ait frappé le domaine de la santé mentale depuis l'ère de la lobotomie ».

## Histoire
Le concept de mémoire refoulée est né avec Sigmund Freud, dans son essai de 1896 Zur Ätiologie der Hysterie (« Sur l'étiologie de l'hystérie »). L'une des études publiées dans son essai impliquait une jeune femme du nom d'Anna O. Parmi ses nombreux maux, elle souffrait d'une paralysie raide du côté droit de son corps. Freud a déclaré que ses symptômes étaient liés à des traumatismes psychologiques, et que les souvenirs douloureux avaient quitté le domaine conscient pour créer des douleurs corporelles. Freud a utilisé l'hypnose pour traiter Anna O. On rapporte qu'elle a acquis ensuite une légère mobilité du côté droit.

## Problèmes

### Études de cas
Le psychiatre David Corwin a affirmé que l'un de ses cas fournit des preuves de la réalité des souvenirs refoulés. Ce cas concernait une patiente (l'affaire Jane Doe ) qui, selon Corwin, avait été gravement maltraitée par sa mère, s'était souvenue de l'abus à l'âge de six ans pendant la thérapie avec Corwin, puis onze ans plus tard, était incapable de se souvenir de l'abus, ce souvenir lui étant revenu à l'esprit pendant la thérapie. Une enquête sur cette affaire menée par Elizabeth Loftus et Melvin Guyer, cependant, a soulevé de sérieuses questions sur de nombreux détails centraux de l'affaire tels qu'ils sont rapportés par Corwin, notamment le fait de savoir si Jane Doe a été ou non maltraitée par sa mère, suggérant que cela pourrait être un cas de faux souvenir de maltraitance infantile "créé" lors d'une thérapie suggestive à l'époque où Doe avait six ans. Loftus et Guyer ont également trouvé des preuves que, à la suite de son « rappel » initial de l'abus pendant la thérapie à l'âge de six ans, Doe avait parlé de l'abus onze années entre les séances de thérapie, indiquant que même si l'abus avait réellement eu lieu, le souvenir de cet abus n'avait pas été réellement refoulé,. Plus généralement, outre le problème des faux souvenirs, ce cas met en évidence la dépendance critique des cas de revendications de refoulement- à la capacité des individus à se rappeler s'ils ont pu ou non se souvenir auparavant d'un événement traumatique ; comme McNally l'a noté, les gens sont notoirement médiocres pour porter ce genre de jugement.
Un argument qui a été avancé contre la validité du phénomène des souvenirs refoulés est qu'il y a peu (voire aucune) discussion de phénomènes qui pourraient être considérés comme des exemples de refoulement de la mémoire ou d'amnésie dissociative dans la littérature historique avant les années 1800. En réponse à l'affirmation du pape en 2006 selon laquelle de tels exemples n'existent pas, Ross Cheit, politologue à l'Université Brown, a cité le cas de Nina, un opéra de 1786 du compositeur français Nicolas Dalayrac, dans lequel l'héroïne, ayant oublié qu'elle avait vu son amant apparemment tué en duel, l'attend quotidiennement. Pope affirme que même cette description fictive unique ne répond pas clairement à tous les critères de preuve de refoulement de la mémoire, par opposition à d'autres phénomènes de mémoire normale.
Malgré les affirmations des partisans de la réalité du refoulement de la mémoire traumatique, selon lesquels toute preuve de l'oubli d'un événement apparemment traumatique est considérée comme une preuve du refoulement, la recherche indique que les souvenirs d'abus sexuels sur des enfants et d'autres incidents traumatisants peuvent parfois être oubliés via les mécanismes normaux de mémorisation,. Des preuves de récupération spontanée de souvenirs traumatiques ont été démontrées,, et des souvenirs d'abus traumatiques pendant l'enfance, par la suite récupérés, ont été corroborés. Cependant, oublier le traumatisme n'implique pas nécessairement que le traumatisme a été refoulé. Une situation dans laquelle l'oubli apparent, et la récupération ultérieure, d'une expérience « traumatique » est particulièrement susceptible de se produire, c'est lorsque l'expérience n'a pas été interprétée comme traumatisante lorsqu'elle s'est produite pour la première fois, mais ensuite, plus tard dans la vie, a été réinterprétée comme un cas de traumatisme précoce.
Ainsi, bien que Sheflin et Brown aient affirmé qu'il existe un total de 25 études sur l'amnésie post-abus sexuel d'enfants et qu'ils démontrent l'existence d'une amnésie parmi cette sous-populations d'étude, un éditorial du British Medical Journal conclut, en référence aux conclusions de Sheflin et Brown, qu'« à l'examen critique, les preuves scientifiques de cette amnésie s'effondrent »,.

### Authenticité
Les souvenirs peuvent être exacts, mais ils ne le sont pas toujours. Par exemple, les témoignages oculaires, même d'événements dramatiques relativement récents, sont notoirement peu fiables. Les souvenirs d'événements sont un mélange de faits recouverts d'émotions, mêlés d'interprétation et « remplis » d'imaginations. Le scepticisme quant à la validité d'un souvenir en tant que détail factuel est justifié. Par exemple, selon une étude dans laquelle les victimes de maltraitances infantiles documentées ont été réinterrogées plusieurs années plus tard à l'âge adulte, 38 % des femmes interrogées ont nié tout souvenir de la maltraitance.
Diverses manipulations sont considérées comme capables d'implanter de faux souvenirs (parfois appelés "pseudomémoires"). La psychologue Elizabeth Loftus a noté que certaines des techniques que certains thérapeutes utilisent pour soi-disant aider les patients à récupérer des souvenirs de traumatismes précoces (y compris des techniques telles que la régression, la visualisation guidée, l'écriture en transe, le travail sur les rêves, le travail corporel et l'hypnose) sont particulièrement susceptibles de contribuer à la création de faux ou de pseudo souvenirs. De tels souvenirs créés par la thérapie peuvent être très convaincants pour ceux qui les développent et peuvent inclure des détails qui les rendent crédibles aux autres. Dans une expérience désormais classique de Loftus (connue sous le nom d'étude « Lost in the Mall »), les participants ont reçu un livret contenant trois récits d'événements réels de l'enfance écrits par des membres de leur famille et un quatrième récit d'événement entièrement fictif à propos d'une perte dans un centre commercial. Un quart des sujets ont déclaré se souvenir de l'événement fictif et l'ont développé avec de nombreux détails circonstanciels. Cette expérience en a inspiré beaucoup d'autres, et dans l'une d'entre elles, Porter et al. ont convaincu environ la moitié des participants qu'ils avaient survécu à une attaque animale vicieuse dans l'enfance.
Les critiques de ces études expérimentales demandent si leurs résultats se généraliseraient aux souvenirs de traumatismes dans le monde réel ou à ce qui se passe dans les contextes psychothérapeutiques. Cependant, lorsque les souvenirs sont "récupérés" après de longues périodes d'amnésie, en particulier lorsque des moyens extraordinaires ont été utilisés pour assurer la récupération de la mémoire, il est maintenant largement (mais pas universellement) accepté que les souvenirs ont une forte probabilité d'être faux, c'est-à-dire des "souvenirs" d'incidents qui ne s'étaient pas réellement produits. Il est ainsi reconnu par les organisations professionnelles qu'un risque d'implantation de faux souvenirs est associé à certains types de thérapies. L' American Psychological Association conseille : « ... la plupart des leaders dans le domaine s'accordent à dire que, bien qu'il s'agisse d'un événement rare, un souvenir d'abus de la petite enfance qui a été oublié peut être rappelé plus tard ; cependant, ces leaders conviennent également qu'il est possible de construire des pseudo-souvenirs convaincants pour des événements qui ne se sont jamais produits".
Tous les thérapeutes ne conviennent pas que les faux souvenirs sont un risque majeur liés à la psychothérapie et ils soutiennent que cette idée surestime les données et n'est pas testée,,. Plusieurs études ont rapporté des pourcentages élevés de corroboration des souvenirs récupérés, et certains auteurs ont affirmé que le mouvement de faux souvenirs avait tendance à dissimuler ou à omettre les preuves de (la) corroboration" des souvenirs récupérés.
Un problème difficile dans ce le domaine est qu'il n'y a aucune preuve que des discriminations fiables peuvent être faites entre les vrais et les faux souvenirs,. Certains pensent que les souvenirs « récupérés » sous hypnose sont particulièrement susceptibles d'être faux. Selon le Conseil des affaires scientifiques de l'American Medical Association, les souvenirs obtenus pendant l'hypnose peuvent impliquer des confabulations et des pseudo-souvenirs et semblent être moins fiables que les souvenirs non hypnotiques. Brown et al. estiment que 3 à 5 % des sujets de laboratoire sont vulnérables aux suggestions de désinformation post-événement. Ils déclarent que 5 à 8 % de la population générale est dans la gamme de haute hypnotisabilité. Vingt-cinq pour cent des personnes de cette fourchette sont vulnérables à la suggestion de pseudo-souvenirs pour des détails périphériques, ce qui peuvent atteindre 80 % avec une combinaison d'autres facteurs d'influence sociale. Ils concluent que les taux d'erreurs de mémoire vont de 0 à 5 % dans les études sur les adultes, de 3 à 5 % dans les études sur les enfants et que les taux de fausses allégations d'allégations de maltraitance d'enfants vont de 4 à 8 % dans la population générale.

### Mécanismes
Ceux qui plaident en faveur de la validité du phénomène de la mémoire refoulée ont identifié trois mécanismes de la mémoire normale qui peuvent expliquer comment le refoulement de la mémoire peut se produire : l'inhibition de la récupération, l'oubli motivé et le souvenir dépendant de l'état de conscience.

#### Inhibition de la récupération
L'inhibition de la récupération fait référence à un phénomène de mémoire dans lequel le souvenir de certaines informations entraîne l'oubli d'autres informations. Anderson et Green ont soutenu l'existence d'un lien entre ce phénomène et le refoulement de la mémoire ; selon ce point de vue, la simple décision de ne pas penser à un événement traumatique, associée à un souvenir actif d'autres expériences connexes (ou d'éléments moins traumatisants de l'expérience traumatique) peut rendre les souvenirs de l'expérience traumatique elle-même moins accessibles à la conscience. Cependant, deux problèmes liés à ce point de vue ont été soulevés : (1) les preuves du phénomène de base lui-même ne sont pas reproduites de manière cohérente, et (2) le phénomène ne répond pas à tous les critères qui doivent être remplis pour étayer la théorie du refoulement de la mémoire, en particulier le manque de preuves que cette forme d'oubli est particulièrement susceptible de se produire dans le cas d'expériences traumatisantes.

#### Oubli motivé
Le phénomène d'oubli motivé, qui est aussi parfois appelé oubli intentionnel ou dirigé, fait référence à l'oubli qui est initié par un objectif conscient d'oublier une information particulière,. Dans le paradigme classique de l'oubli intentionnel, on montre aux participants une liste de mots, mais on leur demande de se souvenir de certains mots tout en oubliant d'autres. Plus tard, lorsqu'ils sont testés sur leur mémoire pour tous les mots, le rappel et la reconnaissance sont généralement pires pour les mots délibérément oubliés. Un problème pour considérer l'oubli motivé comme un mécanisme de refoulement mnésique est qu'il n'y a aucune preuve que les informations intentionnellement oubliées deviennent, d'abord inaccessibles puis, plus tard, récupérables (comme l'exige la théorie du refoulement mnésique).

#### Souvenir dépendant de l'état de conscience
Le terme rappel dépendant de l'état de conscience fait référence à la preuve que la récupération de la mémoire est plus efficace lorsqu'un individu est dans le même état de conscience qu'au moment de la formation du souvenir, Sur la base de ses recherches sur des rats, Radulovic a soutenu que les souvenirs d'expériences traumatisantes très stressantes peuvent être stockés dans des réseaux neuronaux différents de ceux des souvenirs d'expériences non stressantes, et que les souvenirs d'expériences stressantes peuvent alors être inaccessibles jusqu'à ce que l'organisme le cerveau est dans un état neurologique similaire à celui qui s'est produit lors de l'expérience stressante pour la première fois. À l'heure actuelle, cependant, il n'y a aucune preuve que ce que Radulovic a trouvé chez les rats se produise avec la mémoire des êtres humains, et il n'est pas clair que les souvenirs humains d'expériences traumatisantes soient généralement « récupérés » en replaçant l'individu dans le même état mental qu'au moment du traumatisme initial.

### Amnésie
L'amnésie est une perte partielle ou totale de la mémoire qui va au-delà du simple oubli. Elle est souvent temporaire et n'implique qu'une partie de l'expérience d'une personne. L'amnésie est souvent causée par une blessure au cerveau, par exemple après un coup à la tête, et parfois par un traumatisme psychologique. L'amnésie antérograde est une incapacité à se souvenir de nouvelles expériences qui se produisent après des dommages au cerveau; l'amnésie rétrograde est la perte de souvenirs d'événements survenus avant un traumatisme ou une blessure. L'amnésie dissociative est définie dans le DSM-5 comme « l'incapacité de se souvenir des informations autobiographiques » qui sont (a) « de nature traumatique ou stressante », (b) « incompatible avec l'oubli ordinaire », (c) « stockée avec succès », (d) implique une période de temps pendant laquelle le patient est incapable de se souvenir de l'expérience, (e) n'est pas causée par une substance ou un trouble neurologique, et (f) est « toujours potentiellement réversible ». McNally et d'autres ont noté que cette définition est essentiellement la même que les caractéristiques définissant le refoulement mnésique, et que toutes les raisons de remettre en question la réalité du refoulement mnésique s'appliquent également aux allégations concernant l'amnésie dissociative.

### Effets du traumatisme sur la mémoire
L'essence de la théorie du refoulement de la mémoire traumatique est que ce sont les souvenirs d'expériences traumatiques qui sont particulièrement susceptibles de devenir inaccessibles à la conscience, même s'ils continuent d'exister à un niveau inconscient. Une théorie plus importante et plus spécifique de la répression de la mémoire, la " Théorie du traumatisme de la trahison", propose que les souvenirs d'abus dans l'enfance soient les plus susceptibles d'être réprimés en raison du traumatisme émotionnel intense produit par le fait d'être maltraité, enfant, par quelqu'un dont l'on dépend pour un soutien émotionnel et physique ; dans de telles situations, selon cette théorie, l'amnésie dissociative est une réponse adaptative car elle permet à une relation avec l'agresseur en situation de pouvoir (dont l'enfant est dépendant) de se poursuivre sous une forme ou une autre.
Le psychiatre Bessel van der Kolk divise les effets des traumatismes sur les fonctions de la mémoire en quatre ensembles :
- Amnésie traumatique ; cela implique la perte de souvenirs d'expériences traumatisantes. Plus le sujet est jeune et plus l'événement traumatique est long, plus le risque d'amnésie importante est grand. Il a déclaré que la récupération ultérieure de souvenirs après une amnésie traumatique est bien documentée dans la littérature, avec des exemples documentés à la suite de catastrophes naturelles et d'accidents, chez les soldats au front, chez les victimes d'enlèvements, de torture et d'expériences dans les camps de concentration, chez les victimes d'abus physiques et sexuels, et chez les personnes qui ont commis un meurtre.
- Atteinte globale de la mémoire ; cela rend difficile pour les sujets de construire un compte rendu précis de leur histoire présente et passée. « La combinaison d'un manque de mémoire autobiographique, d'une dissociation continue et de schémas de sens qui incluent la victimisation, l'impuissance et la trahison, est susceptible de rendre ces individus vulnérables à la suggestion et à la construction d'explications pour leurs affects liés au traumatisme qui peuvent avoir peu de rapport avec les réalités réelles de leur vie"
- Processus dissociatifs ; il s'agit de souvenirs stockés en tant que fragments et non en tant qu'ensembles unitaires.
- Organisation sensorimotrice des mémoires traumatiques. Ne pas pouvoir intégrer les souvenirs traumatiques semble être lié au trouble de stress post-traumatique (TSPT)[58].

Selon van der Kolk, les souvenirs d'événements hautement significatifs sont généralement précis et stables dans le temps ; les aspects des expériences traumatisantes semblent rester coincés dans l'esprit, inchangés par le temps qui passe ou les expériences qui peuvent suivre. Les empreintes des expériences traumatiques semblent être différentes de celles des événements non traumatiques, peut-être à cause des altérations de la concentration attentionnelle ou du fait qu'une excitation émotionnelle extrême interfère avec la mémoire. L'hypothèse de van der Kolk et Fisler est que sous un stress extrême, le système de catégorisation de la mémoire basé sur l'hippocampe échoue, ces souvenirs étant conservés comme des états émotionnels et sensoriels. Lorsque ces traces sont remémorées et mises dans un récit personnel, elles sont susceptibles d'être condensées, contaminées et embellies.
Un problème important pour les théories du refoulement de la mémoire traumatique est le manque de preuves chez les humains que les échecs de rappel d'expériences traumatiques résultent d'autre chose que des processus normaux de mémoire qui s'appliquent aussi bien aux souvenirs d'événements traumatiques qu'aux non traumatiques,,. De plus, il est clair que la difficulté avec les souvenirs traumatiques pour la plupart des gens est leur incapacité à oublier l'événement traumatique et la tendance des souvenirs de l'expérience traumatique à empiéter sur la conscience de manière problématique, plutôt que le fait que ces souvenirs soient poussés hors de la conscience.
Les preuves issues de la recherche psychologique suggèrent que la plupart des souvenirs traumatiques sont bien mémorisés sur de longues périodes de temps. Les souvenirs autobiographiques évalués comme hautement négatifs sont mémorisés avec un degré élevé de précision et de détail. Cette observation est conforme à la compréhension psychologique de la mémoire humaine, ce qui explique que les événements très saillants et distinctifs - caractéristiques communes des expériences traumatisantes négatives - sont bien mémorisés. Lors d'événements hautement émotionnels et stressants, les réponses physiologiques et neurologiques, telles que celles impliquant le système limbique, en particulier l' amygdale et l' hippocampe, conduisent à des souvenirs plus consolidés. Les preuves montrent que le stress améliore la mémoire des aspects et des détails directement liés à l'événement stressant. En outre, les réponses comportementales et cognitives améliorant la mémoire, telles que répéter ou revisiter un souvenir dans son esprit, sont également plus probables lorsque les souvenirs sont très émotionnels. Par rapport aux événements positifs, la mémoire des expériences négatives et traumatisantes est plus précise, cohérente, vivante et détaillée, et cette tendance persiste au fil du temps. Cet échantillon de ce qui est un vaste corpus de preuves remet en question la manière dont il est possible que les souvenirs traumatiques, dont on se souvient généralement exceptionnellement bien, puissent également être associés à des schémas d'oubli extrême.
La haute qualité du souvenir des événements traumatisants n'est pas seulement une découverte en laboratoire, mais a également été observée via des expériences de la vie réelle, notamment parmi les survivants d'abus sexuels dans l'enfance et d'atrocités liées à la guerre. Par exemple, les chercheurs qui ont étudié la précision de la mémoire chez les survivants d'abus sexuels durant l'enfance, 12 à 21 ans après la fin des événements, ont constaté que la gravité du trouble de stress post-traumatique était positivement corrélée avec le degré de précision de la mémoire. De plus, toutes les personnes qui ont identifié l'abus sexuel dans l'enfance comme l'événement le plus traumatisant de leur vie, ont affiché un souvenir très précis de l'événement. De même, dans une étude sur les survivants de la Seconde Guerre mondiale, les chercheurs ont découvert que les participants qui obtenaient des résultats plus élevés sur les réactions de stress post-traumatique avaient des souvenirs de guerre plus cohérents, plus importants et plus répétés. Les chercheurs en ont conclu que des événements très pénibles peuvent conduire à des souvenirs subjectivement plus clairs et très accessibles.

### Statut légal
De graves problèmes surviennent lorsqu'ils sont récupérés, mais les faux souvenirs entraînent des allégations publiques ; les fausses plaintes entraînent de graves conséquences pour l'accusé. Un type particulier de fausse allégation, le syndrome de faux souvenir, survient généralement au cours d'une thérapie, lorsque les gens signalent la « récupération » de souvenirs d'abus dans l'enfance auparavant inconnus. L'influence des croyances et des pratiques des praticiens dans l'obtention de faux "souvenirs" et de fausses plaintes a fait l'objet de critiques particulières.
Certaines affaires pénales ont été fondées sur le témoignage d'un témoin de souvenirs refoulés récupérés, souvent d'abus sexuels présumés pendant l'enfance. Dans certaines juridictions, le délai de prescription pour les cas de maltraitance d'enfants a été étendu pour tenir compte du phénomène des souvenirs refoulés ainsi que d'autres facteurs. Le concept de mémoire réprimée est devenu plus largement connu du public dans les années 1980 et 1990, suivi d'une réduction de l'attention du public après une série de scandales, de poursuites et de révocations de licence.
Un tribunal de district américain a accepté les souvenirs refoulés comme preuves admissibles dans une affaire spécifique. Dalenberg soutient que les preuves montrent que les cas de mémoire récupérée devraient être autorisés à être poursuivis devant les tribunaux.
La volonté apparente des tribunaux de créditer les souvenirs retrouvés des plaignants mais pas l'absence de souvenirs des accusés a été commentée : « Il semble évident que les tribunaux ont besoin de meilleures directives concernant la question de l'amnésie dissociative dans les deux populations.
En 1995, la Cour d'appel du neuvième circuit a statué, dans Franklin v. Duncan et Franklin c. Fox, Murray et al . (312 F3d. 423, voir aussi 884 FSupp 1435, ND Calif.) que le souvenir refoulé n'est pas admissible comme preuve dans une action en justice en raison de son manque de fiabilité, de son incohérence, de sa nature non scientifique, de sa tendance à être une preuve thérapeutique, et soumis à l'influence du ouï-dire et de la suggestibilité. Le tribunal a annulé la condamnation d'un homme accusé du meurtre d'une fillette de neuf ans uniquement sur la base de la preuve d'un souvenir refoulé pendant 21 ans par un seul témoin, qui avait également une rancune personnelle contre l'accusé,,.
Dans une décision de 1996, un tribunal de district des États-Unis a autorisé la mise en preuve des souvenirs refoulés dans les affaires judiciaires. Jennifer Freyd écrit que le cas d'abus sexuel soudainement retrouvé par Ross E. Cheit est l'un des cas les mieux documentés disponibles pour le public. Cheit a remporté deux procès, localisé cinq victimes supplémentaires et enregistré des aveux.

Le 16 décembre 2005, la Cour d'appel pénale irlandaise a délivré un certificat confirmant une erreur judiciaire à l'égard d'une ancienne religieuse, Nora Wall, dont la condamnation en 1999 pour viol d'enfant était en partie basée sur des preuves de mémoire refoulée. Le jugement indiquait que :
Aucune preuve scientifique d'aucune sorte n'a été apportée pour expliquer le phénomène des « flashbacks » et/ou des « récupérations de mémoire », et le demandeur n'était pas en mesure de répondre à un tel cas en l'absence de notification préalable.
Le 16 août 2010, la Cour d'appel des États-Unis a annulé une condamnation qui s'appuyait sur les souvenirs de la victime d'abus dans l'enfance, déclarant que « le dossier suggère ici une « probabilité raisonnable » que Jesse Friedman ait été condamné à tort. La "preuve nouvelle et matérielle" dans cette affaire est le consensus post-condamnation au sein de la communauté des sciences sociales selon lequel des tactiques suggestives de récupération de la mémoire peuvent créer de faux souvenirs" (p. 27 FRIEDMAN c. Dossier REHAL n° 08-0297). La décision se poursuit en ordonnant que toutes les condamnations antérieures et les négociations de plaidoyer reposant sur des souvenirs refoulés utilisant des techniques communes de récupération de mémoire soient réexaminées.

### Thérapie de récupération de mémoire
Le terme « thérapie de récupération de mémoire » fait référence à l'utilisation d'une gamme de méthodes de psychothérapie qui consistent à guider les tentatives du patient de se rappeler des souvenirs d'abus qui avaient été précédemment oubliés. Le terme « thérapie de la mémoire récupérée » n'est pas répertorié dans le DSM-V et la thérapie de la mémoire récupérée n'est pas recommandée par les principales associations éthiques et professionnelles en santé mentale. Les critiques de la  thérapie de récupération de mémoire notent que cette thérapie peut créer de faux souvenirs grâce à l'utilisation de puissantes techniques de suggestion,. Il a également été constaté que les patients qui rétractent leurs réclamations - après avoir décidé que leurs souvenirs sont faux - peuvent souffrir d'un trouble de stress post-traumatique en raison du traumatisme lié à ces souvenirs illusoires.

## Résumé
Le groupe de travail sur l'enquête sur les souvenirs d'abus d'enfants de l'American Psychological Association est parvenu à cinq conclusions clés :

1. Les controverses concernant les souvenirs d'adultes ne devraient pas masquer le fait que l'abus sexuel des enfants est un problème complexe et omniprésent en Amérique qui n'a toujours pas été reconnu ;
2. La plupart des personnes qui ont été abusées sexuellement dans leur enfance se souviennent de tout ou d'une partie de ce qui leur est arrivé ;
3. Il est possible de se souvenir de souvenirs d'abus oubliés depuis longtemps ;
4. Il est également possible de construire des pseudo-souvenirs convaincants pour des événements qui ne se sont jamais produits ; et
5. Il y a des lacunes dans nos connaissances sur les processus qui conduisent à des souvenirs exacts et inexacts d'abus pendant l'enfance.